# 不的波

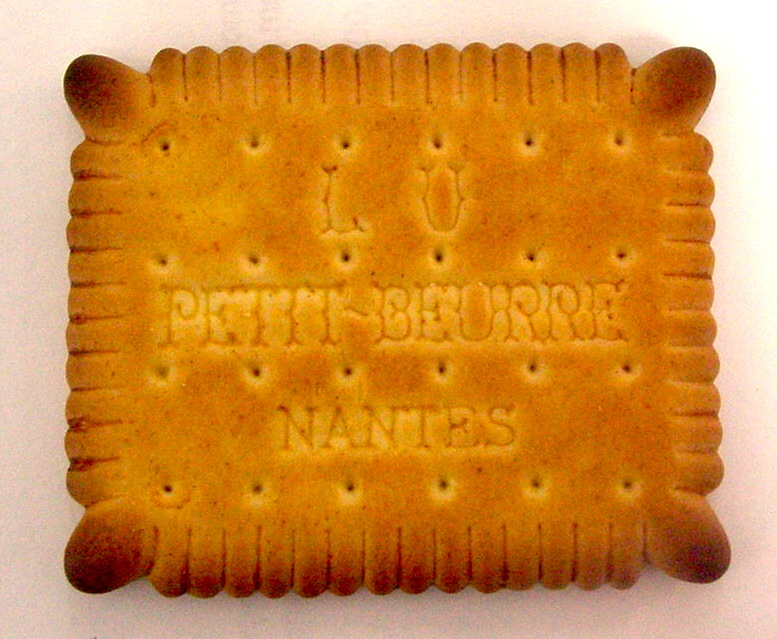
不的波

不的波（法語：Petit beurre）是一種起源於法國的餅乾，意思是「小牛油」，於1886年由法國南特的一個餅師發明，成份包括麵粉、砂糖、黄油、奶粉、食鹽及發粉等。這種餅乾於1891年傳到德國，並以Leibniz-Keks的名稱發售。